# Sceau du Maryland
Le Grand sceau du Maryland est l'emblème officiel du gouvernement de l'État du Maryland. Officiellement, il s'utilise pour authentifier les actes de l'Assemblée générale du Maryland.
Le texte latin qui entoure le sceau est un extrait du Psaume 5 de la Vulgate, Scuto bonæ voluntatis tuæ coronasti nos, c'est-à-dire « Tu nous entoures de Ta grâce comme d'un bouclier ». La devise de l'État, qui apparaît en bandeau dans la partie inférieure, est en italien archaïque : Fatti maschii, parole femine, signifiant « Masculins les actes, féminines les paroles ». Au centre, on voit un mineur, un pêcheur, une armure et un blason.